# Clymaldane sibogae
Clymaldane sibogae är en ringmaskart som beskrevs av Mesnil och Fauvel 1939. Clymaldane sibogae ingår i släktet Clymaldane och familjen Maldanidae. Inga underarter finns listade i Catalogue of Life.